# Bahnhof Brilon Wald

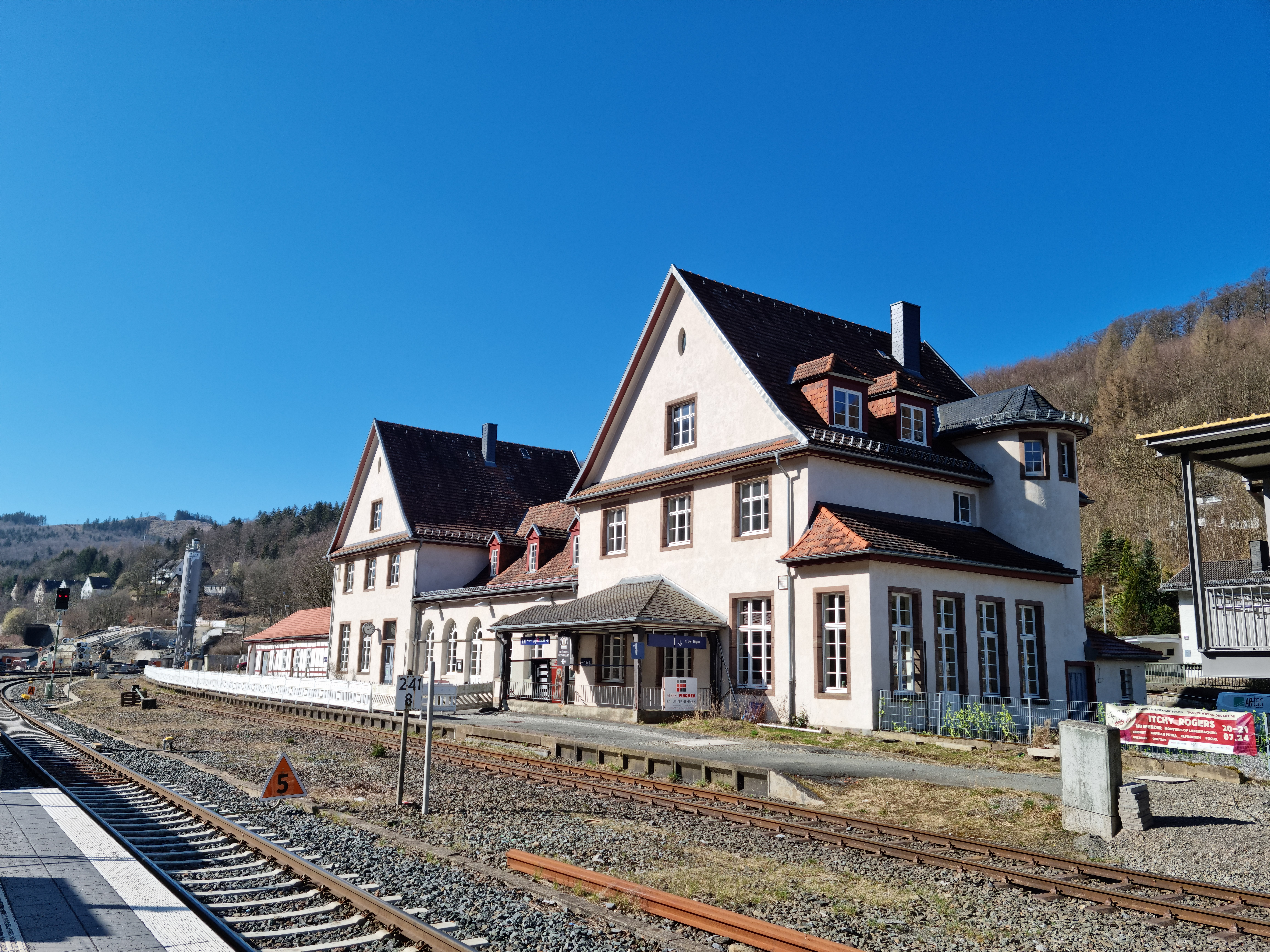
Das renovierte Bahnhofsgebäude im März 2025

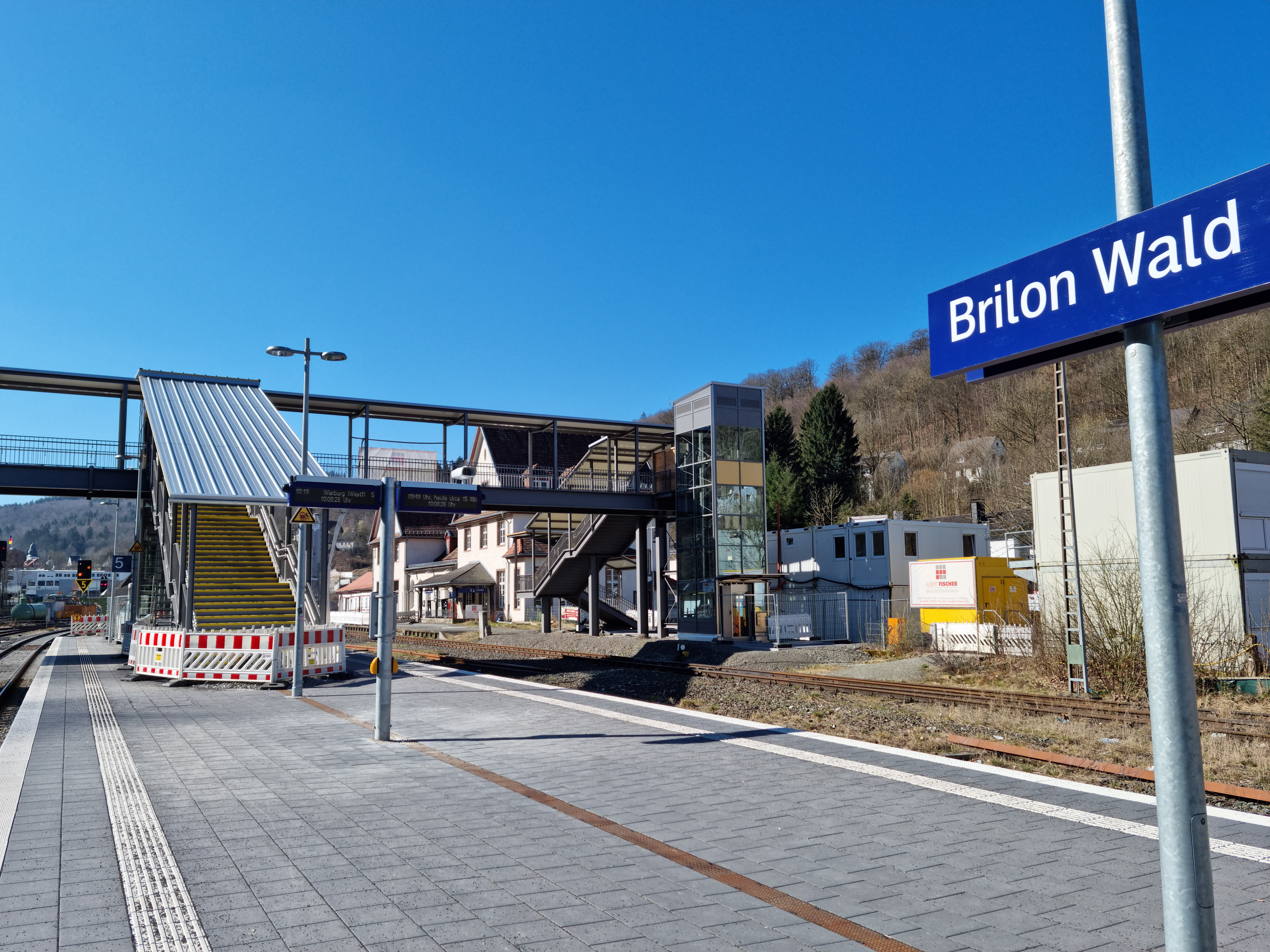
Neue Überführung im Bau, März 2025

Der Bahnhof Brilon Wald ist einer von vier in Betrieb befindlichen Personenbahnhöfen in der nordrhein-westfälischen Stadt Brilon. Er liegt in der durch den Anschluss an die Bahn entstandenen Ortschaft Brilon-Wald, etwa sieben Kilometer von der Kernstadt entfernt.
Abweichend vom Ortsnamen wird der Bahnhof „Brilon Wald“ ohne Bindestrich geschrieben.
Das Empfangsgebäude steht unter Denkmalschutz.

## Geschichte
Im Jahre 1866 erhielt die Bergisch-Märkische Eisenbahn-Gesellschaft die Konzession zum Bau der Eisenbahnstrecke Schwerte–Warburg (Obere Ruhrtalbahn). Entgegen den Bemühungen der Stadt Brilon entschloss sich die Eisenbahngesellschaft gegen eine stadtnahe Streckenführung. Es wurde eine Trassierung via Olsberg und Elleringhausen mit einem Scheiteltunnel unter dem Habberg gewählt, da hiermit eine geringere Steigung und niedrigere Baukosten verbunden waren. Der 1393 m lange Elleringhauser Tunnel wurde zwischen 1868 und 1872 gebaut, gleichzeitig entstand am Ostportal im Hoppecketal der Bahnhof Brilon Wald.
Am 6. Januar 1873 begann der Güter- und am 10. Februar 1873 der Personenverkehr. Die Station hieß zunächst Brilon-Corbach.
Am 1. Juli 1900 wurde die Almetalbahn über die Kernstadt Brilon nach Paderborn in Betrieb genommen. Die Station Brilon-Corbach wurde 1901 in Brilon Wald umbenannt. In den Jahren von 1913 bis 1919 wurden die Bahnanlagen erweitert. So entstanden ein neues Empfangsgebäude sowie ein Güterschuppen, ferner ein Lokschuppen. Dafür wurde die Hoppecke nach Osten verlegt.
Am 31. Oktober 1914 wurde die Strecke Brilon Wald–Willingen (Uplandbahn) in Betrieb genommen, welche seit April 1917 bis Korbach befahren wird.
Am 16. Februar 1945 beschossen zwei Tiefflieger mit Bordwaffen eine Lokomotive, die im Bahnhof stand. Der Heizer wurde dabei getötet und der Lokomotivführer verletzt, die Lokomotive war danach fahruntüchtig. Am gleichen Tag wurde im nahen Eschental ein Lokomotivführer bei einem weiteren Tieffliegerangriff getötet. Bei einem Tieffliegerangriff am 20. März 1945 kamen ein Lokomotivführer und eine Arbeitsmaid des Reichsarbeitsdienstes ums Leben und mehrere Personen wurden verwundet. Sechs Lokomotiven waren nach diesem Angriff nicht mehr einsatzfähig. Ein im Bahnhof liegender Flakzug der Wehrmacht verhinderte durch heftiges Abwehrfeuer gezielte Bombenabwürfe auf die Bahnanlagen um den Bahnhof Brilon Wald.
Auf der Strecke von Brilon Wald über Brilon Stadt, Thülen, Alme und Büren nach Paderborn Hbf wurde der Personenverkehr am 29. September 1974 eingestellt. Der Güterverkehr zwischen Brilon Wald und der Firma Egger in Brilon war davon nicht betroffen. Er wird auch heute noch durchgeführt.
Im Jahre 1989 ersetzte ein Relaisstellwerk der Bauart Dr S2 die zwei mechanischen Stellwerke „Bf“ und „Bo“. Seit 2003 werden auch die Stellwerke in Messinghausen und Marsberg ferngesteuert.
Im Jahr 2007 wurden die Gleise zwischen Brilon Wald und Brilon Egger saniert, da die Firma Egger einen gesteigerten Bedarf an einer Bedienung hat und die Sanierung der Gleise eine Bedingung für einen Ausbau des Standortes Brilon war.
Ende 2008 hat das Ministerium für Bauen und Verkehr des Landes Nordrhein-Westfalen zugesagt, den Bahnhof Brilon Stadt in den Infrastrukturfinanzierungsplan aufzunehmen, unter der Bedingung, dass der Zweckverband Ruhr-Lippe (ZRL) den Schienenpersonennahverkehr für die Bahnstrecke von Brilon Wald nach Brilon Stadt auch bestellt. Der ZRL hat dies mit Beschluss vom 23. Juni 2009 bestätigt. Nach mehreren Verschiebungen wurde zum Fahrplanwechsel 2011/2012 am 11. Dezember 2011 der Schienenpersonennahverkehr (SPNV) auf dem Abschnitt Brilon Stadt–Brilon Wald wieder aufgenommen, der erste Zug fuhr am 10. Dezember. Seitdem verkehren die Züge montags bis freitags durchgehend von und nach Dortmund, samstags, sonn- und feiertags von und nach Bestwig und Korbach.
Im Mai 2013 hat ein privater Investor das Bahnhofsgebäude gekauft. Ziel ist die Rekonstruktion des ursprünglichen Erscheinungsbildes. Das unter Denkmalschutz stehende Gebäude wurde zum Hotel umgebaut. Im August 2021 wurde die Gastronomie im Waldbahnhof Sauerland eröffnet.
Am 28. März 2023 begannen die Arbeiten zum Neubau der Bahnsteiganlagen mit einer barrierefreien Überführung im Bahnhof. Für die Arbeiten sind (Stand: 2023) rund acht Millionen Euro und die Fertigstellung im Jahr 2025 vorgesehen.

## Gleisanlagen
Der Bahnhof Brilon Wald besitzt umfangreiche Gleisanlagen. Der Personenverkehr wird an fünf Bahnsteiggleisen abgewickelt. Hinzu kommen noch einige Gleise ohne Bahnsteig, welche vorrangig dem Güterverkehr dienen.
Die Nummerierung beginnt auf der Westseite am Empfangsgebäude.
- Gleis 1 ist ein Durchgangsgleis und liegt als Hausbahnsteig direkt vor dem Empfangsgebäude. Das Gleis wird im planmäßigen Schienenpersonennahverkehr nicht mehr genutzt und dient nur noch als Ausweichgleis.
- Gleis 2 war ein Durchgangsgleis ohne Bahnsteig und ist heute vollständig abgebaut. Früher diente es dem Güterverkehr.
- Gleis 3 teilt sich mit Gleis 5 einen Inselbahnsteig. Heute halten hier die Züge des Sauerland- und des Dortmund-Sauerland-Express in Richtung Hagen beziehungsweise Dortmund.
- Gleis 5 ist ein Durchgangsgleis und liegt am Bahnsteig neben Gleis 3. Heute halten hier die Züge des Sauerland- und des Dortmund-Sauerland-Express in Richtung Brilon Stadt beziehungsweise Warburg/Kassel.
- Gleis 6 besitzt keinen Bahnsteig und wird heute als Durchfahrtsgleis für den Güterverkehr benutzt.
- Gleis 7 liegt am zweiten Inselbahnsteig und teilt sich diesen mit Gleis 9. Heute verkehren von diesem Gleis einzelne Züge des Dortmund-Sauerland-Express nach Brilon Stadt sowie nach Korbach und Marburg. Es ist das einzige Bahnsteiggleis, das sowohl von und nach Hagen als auch von und nach Korbach genutzt werden kann.
- Gleis 9 ist das östlichste der Bahnsteiggleise. Hier halten die Züge der Kurhessenbahn von und nach Korbach sowie nach Brilon Stadt.
- Neben Gleis 9 liegen noch einige Gütergleise ohne Bahnsteige.

Alle Bahnsteige des Bahnhofs Brilon Wald sind nicht barrierefrei und auch nur über die Treppen der Personenunterführung zu erreichen.

## Betrieb
Der Bahnhof Brilon Wald gehört wie die Kernstadt Brilon der Verkehrsgemeinschaft Ruhr-Lippe (VRL) an. Aufgabenträger für den Schienenpersonennahverkehr ist der Zweckverband SPNV Ruhr-Lippe (ZRL).

### Bahn

#### Personenverkehr
Die DB Regio NRW befährt die Obere Ruhrtalbahn mit dem Sauerland-Express (RE 17, KBS 435) von Hagen Hbf nach Warburg (Westf) im Stundentakt. Einzelne Züge werden bis Kassel-Wilhelmshöhe durchgebunden.
Seit dem 11. Dezember 2011 betreibt die DB Regio NRW wieder die Strecke bis nach Brilon Stadt; hier verkehrt der Dortmund-Sauerland-Express (RE 57, KBS 435) im Stundentakt von Dortmund Hbf nach Brilon Stadt. An einigen Wochenenden verkehrt der Dortmund-Sauerland-Express über die Uplandbahn nach Willingen.
Auf der Bahnstrecke Brilon Wald–Korbach (RE/RB 97, KBS 439) von Brilon Wald über Willingen und Korbach nach Marburg fährt die Kurhessenbahn grundsätzlich im Zweistundentakt, zeitweise auch im Stundentakt. Zusätzliche Züge verkehren zwischen Brilon Wald und Korbach.
Sämtliche direkt auf Brilon Wald folgende Haltepunkte werden nicht mehr bedient (Bremecketal, Schellhorn, Elleringhausen, Gudenhagen).
| Linie       | Zuglauf | Takt                                                                             | Betreiber        |
| ----------- | --- | -------------------------------------------------------------------------------- | ---------------- |
| RE 17       | Sauerland-Express: Hagen Hbf – Schwerte (Ruhr) – Fröndenberg – Wickede (Ruhr) – Neheim-Hüsten – Arnsberg – Oeventrop – Freienohl – Meschede – Bestwig – Olsberg – Brilon Wald Linienast 1: – Brilon Stadt Linienast 2: – Hoppecke – Messinghausen – Beringhausen – Bredelar – Marsberg – Westheim (Westf) – Scherfede – Warburg (Westf) Linienast 3: – Willingen Stand: Fahrplanwechsel Dezember 2024                                                           | 60 min Hagen – Brilon Stadt morgens Hagen – Warburg Clubsaison Hagen – Willingen | DB Regio         |
| RE 57       | Dortmund-Sauerland-Express: Dortmund Hbf – Dortmund-Hörde – Fröndenberg – Wickede (Ruhr) – Neheim-Hüsten – Arnsberg (Westf) – Oeventrop – Freienohl – Meschede – Bestwig – Olsberg – Brilon Wald – Hoppecke – Messinghausen – Beringhausen – Bredelar – Marsberg – Westheim (Westf) – Scherfede – Warburg (Westf) Stand: Fahrplanwechsel Dezember 2024 | 60 min                                                                           | DB Regio         |
| RE 97 RB 97 | Lahn-Sauerland-Express: Brilon Stadt – Brilon Wald – Willingen – Usseln – Korbach Hbf – Korbach Süd – Vöhl-Thalitter (nur RB 97) – Vöhl-Herzhausen – Vöhl-Schmittlotheim (nur RB 97) – Vöhl-Ederbringhausen (nur RB 97) – Frankenberg-Viermünden – Frankenberg-Goßberg – Frankenberg (Eder) – Burgwald-Birkenbringhausen – Wiesenfeld – Ernsthausen – Münchhausen – Simtshausen – Wetter (Hessen) – Cölbe – Marburg (Lahn) Stand: Fahrplanwechsel Dezember 2021 | 60/120 min                                                                       | DB Kurhessenbahn |

#### Güterverkehr
Auf dem 10 km langen Abschnitt von Brilon Wald über Brilon Stadt nach Brilon Egger betreiben DB Cargo Deutschland und die Westfälische Landes-Eisenbahn (WLE) Güterverkehr zur Firma Egger.
Auf der Oberen Ruhrtalbahn gibt es ebenfalls einzelne Güterverkehrsleistungen (genaueres unter Obere Ruhrtalbahn#Güterverkehr).

### Bus
An der Bushaltestelle Brilon-Wald Bahnhof fahren Busse der Regionalverkehr Ruhr-Lippe GmbH (RLG), eines Tochterunternehmens der Westfälischen Verkehrsgesellschaft mbH (WVG), und der Busverkehr Ruhr-Sieg GmbH (BRS), eines Tochterunternehmens der bahneigenen WB Westfalen Bus GmbH.